# Megan Bayne
Megan Doheny (East Haven, 1 de junho de 1998), mais conhecida pelo seu nome de ringue Megan Bayne, é uma lutadora profissional americana. Ela trabalha atualmente para a All Elite Wrestling (AEW). Também faz aparições no circuito independente dos Estados Unidos, principalmente pelas promoções Game Changer Wrestling (GCW) e House of Glory (HOG), onde é a atual campeã feminina da HOG, em seu primeiro reinado.
Descrita como uma das principais lutadoras independentes dos Estados Unidos, Doheny é mais conhecida por sua passagem pela Ohio Valley Wrestling (OVW), onde iniciou sua carreira na luta livre em 2017 e conquistou o Campeonato Feminino da OVW em 2019. Ela também alcançou sucesso no puroresu japonês por meio de seu trabalho na promoção feminina World Wonder Ring Stardom.

## Carreira na luta livre profissional

### Circuito independente americano (2017–presente)

#### Ohio Valley Wrestling (2017–2020)
Doheny fez sua estreia no wrestling profissional na Ohio Valley Wrestling em novembro de 2017. Ela trabalhou para a OVW até 2023, conquistando o Campeonato Feminino da OVW uma vez. Ela perdeu o título para Max the Impaler no OVW TV #1055 em 29 de outubro de 2019. Devido à parceria de desenvolvimento da OVW com o Impact Wrestling, Doheny também competiu no Impact Wrestling/OVW Outbreak em 21 de fevereiro de 2020, onde participou de uma luta fatal 4-way contra Jessicka Havok, Jordynne Grace e Kiera Hogan, mas não conseguiu vencer.
Doheny também atuou no circuito independente americano. Em 31 de julho de 2021, durante o sexto ECWA Women's Super 8 Tournament, Bayne derrotou Ashley D'Amboise na final para conquistar o torneio. Ela também trabalhou para a All Elite Wrestling, fazendo aparições em episódios do AEW Dark, AEW Dark: Elevation e AEW Rampage.

### World Wonder Ring Stardom (2023–2024)

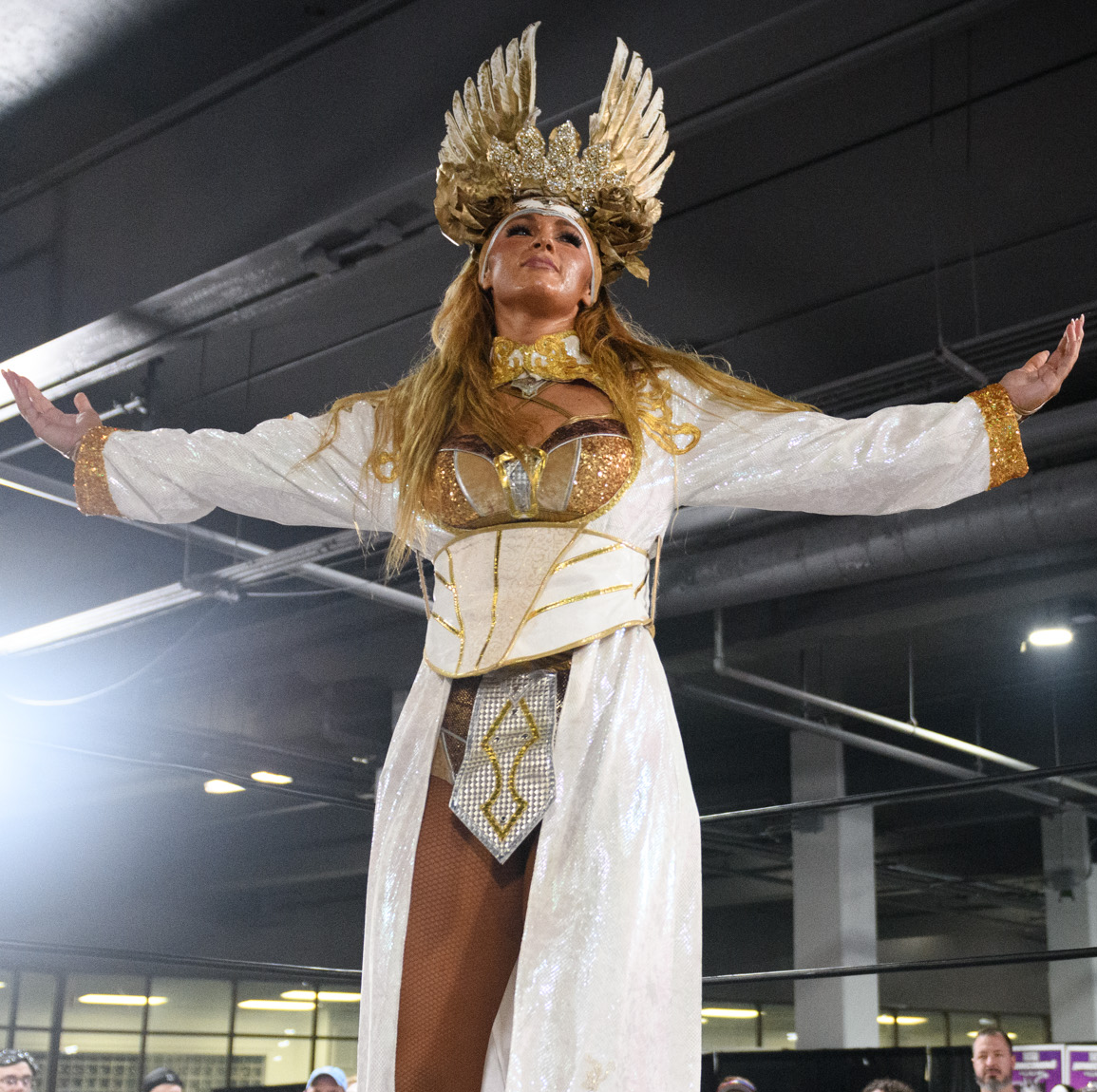
Bayne, com sua vestimenta de entrada em 2024.

Doheny fez sua estreia no World Wonder Ring Stardom na primeira noite do 2023 Stardom 5 Star Grand Prix, em 23 de julho, atacando Tam Nakano e exigindo uma luta pelo World of Stardom Championship. Ela teve seu primeiro combate na segunda noite do torneio, em 29 de julho, onde fez equipe com Mei Seira e Suzu Suzuki para derrotar as Stars (Mayu Iwatani, Koguma e Saya Iida) em uma luta de trios. No evento Stardom x Stardom: Osaka Summer Team, em 13 de agosto de 2023, ela desafiou Nakano pelo "cinturão vermelho", mas não teve sucesso. Devido à boa química com Suzu Suzuki e Maika -ao longo do tempo, Doheny lançou um desafio contra as Baribari Bombers (Giulia, Mai Sakurai e Thekla) no Stardom Nagoya Golden Fight 2023, em 9 de outubro. Elas perderam a luta nesse evento. De 15 de outubro a 12 de novembro, Doheny e Maika, juntas conhecidas como Divine Kingdom, competiram no 2023 Goddesses of Stardom Tag League. Elas venceram o torneio ao derrotar as Crazy Star (Mei Seira e Suzu Suzuki) na final.

### All Elite Wrestling (2025–presente)
Bayne fez aparições esporádicas pela All Elite Wrestling (AEW) entre 2021 e 2023, principalmente nos programas Dark e Elevation. Em 15 de janeiro de 2025, durante um episódio especial do Dynamite chamado Maximum Carnage, ela fez sua estreia na televisão da AEW participando da luta feminina Casino Gauntlet, que foi vencida por Toni Storm. Em 1º de fevereiro, o presidente da AEW, Tony Khan, anunciou oficialmente que Bayne havia assinado contrato com a promoção. No episódio de Collision de 8 de fevereiro, Bayne atacou Thunder Rosa após Rosa derrotar Penelope Ford. Posteriormente, Bayne formou uma aliança com Ford, e a dupla derrotou Rosa e Kris Statlander no episódio de 5 de março do Dynamite. Em 6 de abril, no evento Dynasty, Bayne desafiou sem sucesso Toni Storm pelo Campeonato Mundial Feminino da AEW.

## Estilo de luta e persona

Um vídeo de destaques de uma luta entre Bayne e Allie Katch, realizada em dezembro de 2024 pela House of Glory, mostra Bayne aproveitando sua altura e força física, utilizando golpes como o German suplex e o Tombstone piledriver para vencer suas lutas.

Bayne utiliza o Tombstone piledriver como parte de seu arsenal de golpes. Sendo anunciada como vinda de Tessalônica, sua vestimenta no ringue é inspirada em uma deusa grega.

## Títulos e prêmios
- East Coast Wrestling Association
  - Women's Super 8 Tournament (2021)[10]
- House of Glory
  - HOG Women's Championship (1 vez, atual)
- Immortal Championship Wrestling
  - ICW Women's Championship (1 vez)
- Ohio Valley Wrestling
  - OVW Women's Championship (1 vez)[28]
- Pro Wrestling Illustrated
  - PWI a colocou na posição #120 das 150 melhores lutadoras individuais no PWI Women's 150 em 2021[29]
  - PWI a colocou na posição #139 dos 500 melhores lutadores individuais no PWI 500 em 2024[30]
- World Wonder Ring Stardom
  - Goddesses of Stardom Tag League (2023) – com Maika[19][20]
  - Stardom Year-End Award (1 vez)
    - Prêmio de Melhor Luta (2023) vs. Giulia em 29 de dezembro[31]